# Carrotblanca
Carrotblanca es un cortometraje de dibujos animados de Looney Tunes de 1995. Se proyectó originalmente en cines junto con The Amazing Panda Adventure (en Norteamérica) y The Pebble and the Penguin (a nivel internacional). Posteriormente se lanzó en video empaquetado con dibujos animados más antiguos de Looney Tunes y se incluyó en la edición especial en DVD, y más tarde en HD DVD y Blu-ray, de Casablanca, la película a la que es a la vez una parodia y un homenaje. En el momento del lanzamiento, WB no poseía los derechos de Casablanca (dichos derechos estaban en manos de Turner Entertainment; técnicamente todavía poseen la película hoy en día, pero WB se hizo responsable de la distribución un año después del lanzamiento del corto como resultado de la compra de su empresa matriz). de Turner en 1996. Como la película original, Carrotblanca está ambientada durante la Segunda Guerra Mundial.
A diferencia de los cortos modernos anteriores de Looney Tunes, este corto no fue realizado por el equipo de Greg Ford/Terry Lennon ni por Chuck Jones Film Productions. Fue producido por el equipo de redacción de Animaniacs en Warner Bros. Feature Animation. Carrotblanca fue el único corto de Looney Tunes producido por ese grupo de escritores y la división de animación de largometrajes.
El corto involucra a casi todos los personajes principales de Looney Tunes en papeles de la película, incluidos Bugs Bunny como Mr. Bugs, el Pato Lucas como Sam Duck y Pepe Le Pew como el Capitán Louis. Algunos personajes utilizan sus nombres reales, otros los nombres de los personajes de la película original o versiones paródicas. Se pueden ver varios personajes menores de Looney Tunes al fondo (como Pete Puma como un camarero vestido con caftán y fez, y Giovanni Jones y The Crusher como el maitre y portero; un cliente en una mesa es Gossamer; Sam Sheepdog como Asistente del conductor del General Pandemonian). También presenta a un gato llamado Sylvester Slazo y su esposa, Kitty Ketty.

## Trama
El general Pandemonium recibe una llamada frenética de Gallo Claudio informándole que un documento alemán secreto ha sido robado e inmediatamente se dirige al club nocturno Carrotblanca, el Café Au Lait Americain que presenta la "revista femenina de Eleanor Roosevelt" con su amigo Sam Sheepdog. En el club nocturno, Piolín, el verdadero ladrón, convence al Sr. Bugs para que se lleve el documento.
Mientras tanto, Sylvester Slazlo y su esposa Kitty Ketty llegan al club. Kitty atrae la atención no deseada del Capitán Louis, también conocido como Pepe Le Pew, pero lo rasguña y lo arroja contra la pared. Kitty, exnovia de Bugs, le pide a Duck Sam que toque su canción favorita. El general sospecha que Slazo puede conocer el documento y lo encierra en su oficina. Kitty le ruega a Bugs que ayude a Slazo a salir de esto. Aunque Bugs inicialmente se muestra reacio debido al hecho de que Kitty le rompió el corazón, de todos modos va a la oficina del general y lo confunde y lo lleva a la cárcel.
Slazo y Kitty escapan en el avión hacia Toronto, Nueva York y Cucamonga, mientras Bugs los observa irse... excepto que encuentran a Pepe en el avión trabajando como azafato. Louis le pide a Kitty un poco de té, lo que la hace saltar asustada del avión, aparentemente sin paracaídas, aterrizando justo en frente de Bugs. Se besan, luego se abre el paracaídas, cubriéndolos y fingen ser fantasmas.

## Elenco
- Greg Burson como Mr. Bugs, Gallo Claudio, Capitán Louis/Pepe Le Pew y locutor del aeropuerto PA
- Joe Alaskey como Sam Duck y Sylvester Slazo
- Bob Bergen como Piolín y The Crusher
- Maurice LaMarche como el General
- Tress MacNeille como Kitty Ketty

### Cameo de personajes
- Porky Pig
- Sam Sheepdog
- Spike y Chester
- Abuelita
- Pete Puma
- Beaky Buzzard
- Giovanni Jones
- Elmer Gruñón
- Rocky y Mugsy
- Gallo Claudio
- Gossamer
- Perro George
- Prissy

## Recepción
Common Sense Media lo calificó con 5 de 5 estrellas.